# Stanko Subotić
Stanko Subotić (in serbo Станко Суботић?; Kalinovac, 9 settembre 1959) è un imprenditore e dirigente d'azienda serbo naturalizzato svizzero dal 2014, proprietario della holding lussemburghese “EMI Group” (Emerging Marketing Investments APS) e la holding francese "Louis Max" che, tra le altre cose, si occupa della produzione di vino dalla marca di fama mondiale.
Al pubblico è diventato noto come un amico intimo dell’assassinato primo ministro serbo Zoran Đinđić e la persona che ha aiutato attivamente l'opposizione democratica in Serbia durante il governo del regime di Slobodan Milošević e le riforme filoeuropee svolte dal governo di Đinđić. Perché sosteneva l'opposizione democratica serba, fu bersagliato dalla persecuzione del regime di Milošević e nel 1997 ha dovuto lasciare la Serbia.
Dopo i cambiamenti di ottobre e l'assassinio del primo ministro democratico serbo, Zoran Đinđić, durante il regno dei suoi avversari politici Vojislav Koštunica e Boris Tadić, le autorità serbe hanno lanciato contro Subotić un processo politicamente motivato per abuso della sua posizione ufficiale in una società privata. Nonostante il linciaggio dei media e la grande pressione politica sul sistema giudiziario, il processo è completato alla fine del 2015 con l'assoluzione definitiva davanti alla Corte d'appello di Belgrado.

## Primi anni di vita ed educazione
Subotić proviene da una famiglia modesta della classe operaia, nella quale è nato come il sesto e ultimo figlio. Fin dalla prima infanzia ha iniziato a lavorare nell’officina di falegnameria di suo padre. Per nazionalità è un serbo, e nella sua nativa Ub ha finito la scuola di economia secondaria, dove ha incontrato la sua futura moglie, Jagoda.

## Sviluppo di una carriera aziendale
La strada del successo aziendale di Stanko Subotic inizia nella vera del 1981, quando è andato in Francia come ospite del suo amico di scuola al quale i genitori in Parigi hanno lasciato una piccola officina per la produzione di abbigliamento di qualità superiore. Subotić ha iniziato a lavorare nella società del suo amico, e grazie alle sue doti imprenditoriali due anni più tardi ha iniziato la propria attività imprenditoriale, aprendo la sua catena di boutique e il proprio commercio all'ingrosso.
Nella metà degli anni ottanta ha iniziato ad investire nell'economia serba, e ritorna in Jugoslavia nel 1989, nel periodo delle riforme di Ante Marković. A Belgrado ha aperto la società "MIA", apre la catena delle boutique e due unità per la produzione di abbigliamento.
Nel 1992, la società "Ohis" di Skopje ripagò un debito a Subotić con la cessione di una partita di sigarette "Makedonija Tabak": questa cessione segna l'ingresso di Subotić nel commercio dei prodotti del tabacco. A quel tempo Subotić è diventato il proprietario di due freeshop, uno al valico di frontiera "General Jankovic" con la Macedonia del Nord, e il secondo nel porto montenegrino di Antivari. Nel corso del 1996, Subotić è diventato il distributore generale per l’Europa Sud Est del produttore British American Tobacco e di Japan Tobacco, e nel 1997 ha firmato gli accordi per la rappresentanza generale per la stessa area e con le fabbriche francesi “SEITA” e “Reynolds”, produttore delle sigarette di marchio "Monte Carlo".
Dal 1995, Subotić entra nel commercio delle sigarette nella Repubblica Federale di Jugoslavia, un paese che a quel tempo era sotto le sanzioni commerciali delle Nazioni Unite. Sebbene il suo business di sigarette abbia avuto luogo principalmente in Serbia, dal 1997, dopo l'assassinio di Vlada Kovačević Tref e Radovan Stojičić Badža, Subotić trasferisce la sua attività nel Montenegro, dove ha stabilito forti legami politici e commerciali con il primo ministro locale Milo Đukanović e il Vice presidente del Partito socialista democratico Svetozar Marović.
Dopo aver rifiutato di pagare il ricatto richiesto, Subotić è caduto in disgrazia del regime di Slobodan Milošević. Ecco perché nel luglio 1997, nel freeshop di Subotić nel varco di Đeneral Janković fece irruzione la polizia, e la società "Mia", dopo le torture della polizia e il sequestro di tutti i documenti aziendali smette di funzionare. A causa dei frequenti attacchi della struttura politica e tentata appropriazione illegale della sua proprietà, Subotić nel 1997 con la sua famiglia ha lasciato la Serbia e si è trasferito a Ginevra, dove nel 1999 ha ricevuto una residenza permanente.
Cambiato lo scenario economico in Serbia, Subotić continua a sviluppare la sua attività. Nel 2002 ha fondato anche l’EMI Group (Emerging Marketing Investimenti APS), una holding con sede in Danimarca (Copenaghen), e con quella mossa collega l’operazione delle diverse aziende di successo in Europa, che coprono la distribuzione, il commercio e gli immobili. Nello stesso anno, l’EMI ha investito nell'impianto di lavorazione della carne e divenne il comproprietario della fattoria Famis d.o.o. in Serbia. L’anno seguente, la holding acquista il "Duvan promet" di Kragujevac, che era il proprietario di una grande rete di distribuzione, che comprendeva bancarelle e chioschi per la vendita di carta stampata e di altri beni di consumo. Con l'investimento di diverse decine di milioni di euro nel rovinato "Duvan promet", Subotić ha costituito la società "Futura plus".
Dopo l'acquisizione del "Duvan" di Subotić, l’"EMI Group", nel 2004 ha iniziato una cooperazione con il grande media holding tedesco Westdeutsche Allgemeine Zeitung (WAZ), che comprando la maggioranza delle azioni di "Politika", ha ottenuto una propria rete di distribuzione, che ha permesso l'espansione significativa del numero dei punti vendita della "Futura plus". Unendo le catene di chioschi di Duvan, Politika prodaja, Borba e Duvan promet, proprietà dell'azienda di Subotić l’"EMI Group" da una parte e la WAZ tedesca d'altra parte, la Futura plus diventa la più grande rete di vendita in Serbia. Con la stessa ricetta commerciale di successo, Subotić nel Montenegro ha fondato Montenegro Futura, azienda con l'identico schema di distribuzione della sua omologa serba.
Oltre agli investimenti in Serbia, Subotić nel 2007 è diventato il proprietario di maggioranza della società francese holding e della cantina "Louis Max", in cui aveva iniziato ad investire già nel 1989, e dal 2003 in suo possesso sono centinaia di ettari di vigneti in Borgogna. Subotić è stato brillante anche nella produzione del vino. Le bottiglie di Louis Max adornano anche il tavolo del presidente americano.
Nel possesso della società, l’"EMI Group" è anche il terreno vicino all'aeroporto belgradese "Nikola Tesla", che è considerato di importanza strategica, come il terreno nei pressi della penisola di Santo Stefano, in cui Subotić ha la villa "Montenegro", la quale nel marzo 2007 ha ricevuto il premio prestigioso “Five Stars Diamond” presentato dall'Academia delle scienze di ospitalità per il servizio di alta qualità.
Durante la primavera del 2007, Subotić ha ulteriormente ampliato le proprie attività con due grandi investimenti nel Montenegro: l'acquisto di una parte dell'isola di San Nicolò vicino a Budua e annunciando piani per costruire un hotel di lusso del valore di 20 milioni di euro presso Santo Stefano. Nel maggio di 2007, Subotić e il famoso architetto francese Jean-Michel Wilmotte, che ha progettato i porti turistici di Cannes, Nizza e Shanghai, hanno presentato i piani per costruire un resort sull'isola di San Nicolò con alberghi, casinò e appartamenti, due porti per le barche e una strada pedonale che collegherebbe l'isola con la città vecchia di Budua. Mentre tutti i presupposti per la realizzazione di questo grande progetto sono stati presentati, incluse le linee di credito adeguate, dal valore di diverse centinaia di milioni di euro, la sua attuazione è stata fermata dall'emissione della lista di ricercati politicamente motivata dalla Serbia, in conseguenza dell'atto d'accusa, che nell'estate del 2014 sarà pienamente respinto con la decisione del Tribunale speciale di Belgrado.

## L’aiuto al cambiamento democratico nella Serbia
Dalla metà degli anni novanta, Subotić ha stabilito i rapporti stretti con l'opposizione serba dell’era e il capo del Partito democratico Zoran Đinđić ed ha aiutato attivamente i cambiamenti democratici nel paese. Dopo la caduta del regime di Slobodan Milošević, Subotić con i suoi numerosi contatti aiuta a promuovere la politica pro-europea e di una nuova immagine della Serbia, e rendendo possibile ai membri del gabinetto di Đinđić di incontrare con alti funzionari internazionali, tra cui presidente francese dell’era Jacques Chirac.

## Persecuzione mediatica – dall’"Affare tabacco" all'accusa montata
Nonostante il suo grande successo nel mondo degli affari dalla fine degli anni ottanta, Subotić è diventato noto al pubblico serbo solo nel 2001 quando, in una serie di testi politicamente commissionati, il settimanale zagabrese "Nacional" lo ha accusato, insieme al presidente del Montenegro, Milo Đukanović e al principale leader di opposizione nella Serbia, Zoran Đinđić, di aver contrabbandato sigarette nella seconda metà degli anni Novanta.
Lui ha risposto che quelle accuse erano menzogne pagate e presentate dal produttore di sigarette croato "Tvornica duhana Rovinj", i cui interessi sono stati minacciati dai piani di Subotić per la costruzione congiunta di una fabbrica in Serbia con "British American Tobacco" nel 2001. Il fatto che l'affare è stato ordinato e orchestrato da Belgrado lo hanno confermato anche i giornalisti stessi del "Nacional", così come un grande numero di sentenze contro il giornale a causa delle bugie scritte su Subotić.
Dopo i cambiamenti dell'ottobre 2000 in Serbia, e la formazione del primo governo democratico in Belgrado, il primo ministro Zoran Đinđić ha trovato il bilancio vuoto, e il più grande colpo per il bilancio dello Stato è stato il diffuso contrabbando del tabacco. Alla ricerca di possibili soluzioni a questo problema, Subotić ha presentato l'esempio della Romania al primo ministro serbo di allora, che, grazie alla cooperazione con BAT, è riuscita a frenare il mercato grigio delle sigarette.
Visto come il principale protagonista della costruzione della fabbrica di tabacco BAT a Kragujevac e della lotta contro il mercato grigio dei prodotti del tabacco, Subotić è diventato il bersaglio degli attacchi della fabbrica "Rovinj" di Pola, che aveva a quel tempo, non solo controllato la maggior parte del mercato nero del tabacco nella regione. Gli interessi dei rivali dell'industria del tabacco e i conflitti politici, che in quel momento era vivi in Serbia, hanno creato una situazione nella quale Subotić è divenuto l'obiettivo principale dell'attacco a Đinđić, così come vittima di ricatti ed estorsioni da parte delle strutture statali e centri di potere non istituzionali. Subotić è stato anche preso di mira per la grande proprietà che possiede in Serbia, di cui i rivali volevano privarlo.
In numerosi processi che hanno seguito l'articolo del "Nacional” zagabrese, è stato constatato che la creazione dell'"Affare Tabacco" è stata ordinata da Belgrado, che era stato consegnata al giornale zagabrese da Ratko Knežević, ex socio di Milo Đukanović, e la stessa redattrice Jasna Babić ha poi ammesso che a Belgrado aveva avuto un incontro il Presidente della Repubblica Federale di Jugoslavia d’allora, Vojislav Koštunica, che ha promesso alla giornalista zagabrese le prove dell'"Affare tabacco", ma non gliele aveva mai consegnate. Dopo un gran numero di cause perse, il settimanale "Nacional" nel 2013 si è scusato con Subotić per le bugie contro di lui, attribuendole all’ex proprietario ed editore del quotidiano, il controverso giornalista Ivo Pukanić.
Dopo il cosiddetto "Affare tabacco", in dieci anni, su vari mezzi di informazione sono stati scritti più di 4000 articoli negativi su Subotić per i quali, in base ai risultati delle indagini ufficiali in sei paesi europei e negli Stati Uniti, così come durante il processo nella stessa Serbia, è stato rilevato che tutti gli articoli, senza eccezioni, non erano corretti.
Nelle accuse penali presentate dalla squadra di avvocati di Subotić nel 2010 a Ginevra e nel 2012 a Belgrado, sono con precisione descritti i meccanismi di immissione degli articoli inesatti su di lui. Le campagne mediatiche sono state avviate da persone di alto rango provenienti dal gabinetto dell'ex presidente della RFJ Vojislav Koštunica e poi dal presidente serbo Boris Tadić. Nascondendosi dietro gli organi ufficiali statali, hanno presentato le false applicazioni con le quali sono avviate le indagini ufficiali in sei paesi europei (Liechtenstein, Francia, Svizzera, Cipro, Italia e Grecia) e negli Stati Uniti, che tutte, senza eccezione, sono risultate nel rifiuto dei dubbi presentati. L'apice di questa battaglia legale fu l'atto d'accusa davanti al Tribunale speciale di Belgrado con il quale Subotić è stato accusato per "abuso della posizione ufficiale nella società privata". Nonostante una campagna mediatica senza precedenti, provati numerosi abusi da parte della procura e grandi pressioni sulla magistratura, l'accusa è stata respinta in modo definitivo con la decisione della Corte d'appello di Belgrado nel dicembre del 2015.

## Persecuzione politica nella Serbia e le assoluzioni all'estero
In parallelo con il processo nella Serbia dal 2008 e l'arrivo al potere del Partito Democratico del presidente della Serbia d’allora, Boris Tadić, Subotić è stato esposto a una nuova ondata della campagna mediatica, accompagnata dalle dichiarazioni dei funzionari del governo nelle quali è stato condannato in anticipo come colpevole. Durante questo periodo, le autorità della Serbia hanno intensificato la pressione sulle operazioni di Subotić nel paese, e nel 2009 la sua azienda "Futura Plus", uno dei più grandi distributori serbi, è fallita. Accanto a questo fallimento, è seguito un tentativo di privare Subotić del terreno vicino all'aeroporto di Belgrado, che era garanzia per un mutuo acceso da "Futura". Subotić ha scoperto che dietro gli attacchi contro di lui c'erano i magnati locali Miroslav Mišković e Milan Beko, con i quale ha avuto in precedenza dei rapporti commerciali e che avevano debiti di più di 30 milioni verso di lui. Tali debiti provenivano dalla privatizzazione del "Večernje Novosti", durante il quale Beko ha rifiutato di adempiere ad un obbligo contrattuale e trasferire alla WAZ tedesca le azioni della Novosti, perciò la WAZ ha attivato la garanzia bancaria e Subotić ha agito in qualità di fideiussore. I sospetti di Subotić sono stati confermati dal Consiglio del governo per combattere la corruzione, che è nel Rapporto sulla privatizzazione della "Vecernje Novosti" ha esposto gli affari dietro le quinte di Milan Beko. A causa della pressione delle autorità d’allora e l'inibizione delle operazioni ordinarie, la società tedesca WAZ ha deciso di ritirarsi dalla Serbia e della vendita di azioni di "Politika" e di "Dnevnik".
Nella campagna mediatica avviata dal gabinetto del Presidente della Serbia d’allora, Boris Tadić, si distinguevano i quotidiani "Blic" e "Večernje Novosti" e dei media dell'opposizione montenegrina che attaccavano Subotić a causa della sua amicizia con il leader del partito di governo montenegrino Milo Đukanović. Nel tentativo di condannare Subotić a tutti i costi, l'Ufficio del procuratore speciale per la criminalità organizzata ha iniziato le indagini contro di lui in sei paesi europei e negli Stati Uniti. Tutte le indagini avviate in seguito alle richieste di Belgrado sono finite con la conclusione che si trattava di denunce per fatti mai commessi.
Le indagini più importanti sono state quelle condotte in Svizzera e in Italia. Nel dicembre del 2011, la Procedura penale della Confederazione Svizzera ha emesso la conferma ufficiale ai Subotić affermando che l'indagine, che basata sulle false affermazioni di Belgrado, la polizia giudiziaria svizzera ha condotto per un anno e mezzo, ha mostrato che nell'attività di Subotić non c’erano infrazioni della legge. Il caso è chiamato l’"AffareTicino", dal luogo della riunione durante la quale il procuratore speciale Miljko Radisavljević e il suo assistente Saša Ivanić hanno falsamente riferito a Subotić alle autorità svizzere.
Dopo l’annuncio dalla Serbia in Italia è stato anche avviato un procedimento giudiziario che è finito in modo che il procuratore stesso, dopo aver scoperto che le affermazioni del governo serbo non erano corrette, ha richiesto alla Corte di dichiarare inesistenti gli atti per i quali Subotić era accusato, dal momento che le prove raccolte hanno mostrato chiaramente che i fatti non erano accaduti. Questa sentenza costituisce un precedente unico nella pratica della magistratura italiana ed è considerata il più alto grado possibile di esenzione dai dubbi presunti.

## Vittima delle notizie false e manipolazioni mediatiche
Durante una campagna mediatica e giudiziaria contro di lui in Serbia, Stanko Subotić è diventato la prima vittima delle notizie false e manipolazioni mediatiche. Mentre fino alla metà del 2012, la campagna contro di lui, condotta sotto il controllo delle autorità politiche nella Serbia, alcuni media sotto il controllo di alcune strutture di sicurezza rinnegate, magnati e centri di potere grigi, la campagna contro Subotić è continuata anche dopo la sua assoluzione davanti alla Corte d'Appello a Belgrado. Nella campagna, che mira a impedire le attività di Subotić in Serbia e di evitare di pagare il risarcimento del danno causatogli, oggi si distinguono il quotidiano "Blic" e il sito controverso "KRIK", i cui giornalisti precedentemente nel periodo prima del 2014, sono stati gli orchestratori della campagna contro Subotić..

## Vita privata
Per nazionalità è serbo e ha la residenza permanente nella Svizzera dal 1997. In un ricevimento specialmente organizzato nella Cassa municipale di Ginevra alla fine del 2014 gli è stato ufficialmente consegnato un passaporto svizzero, come la conferma ufficiale della cittadinanza di quel paese. È sposato con sua moglie Jagodina, con cui ha la figlia Mia.